# Tadeusz Somogi
Tadeusz Somogi (ur. 1 stycznia 1922 w Czerwonogrodzie, zm. 12 września 2009 w Warszawie) – polski aktor teatralny i filmowy.

## Życiorys
Przed wojną działacz harcerski. W 1944 w Sumach wstąpił do tworzącej się w ZSRR I Armii Wojska Polskiego i wkrótce został aktorem Teatru Frontowego 4 Dywizji im. Jana Kilińskiego.
Po zakończeniu II wojny światowej powrócił do kraju i rozpoczął studia w Państwowej Szkole Dramatycznej w Warszawie. Po egzaminie eksternistycznym w 1946 debiutował rolą sierżanta w Uczniu diabła Shawa w reż. Dobiesława Damięckiego na Scenie Muzyczno-Operowej Miejskich Teatrów Dramatycznych. Następnie występował na scenach warszawskich teatrów: Nowego (1949–1953), Powszechnego (1954–1955), Ziemi Mazowieckiej (1955–1956) oraz Teatru im. Stefana Jaracza w Olsztynie (1947–1948). W latach 1957–1987 był aktorem Teatru Komedia w Warszawie.
W latach 1950–1993 wystąpił w ponad stu filmach fabularnych m.in. Jana Rybkowskiego, Andrzeja Wajdy, Krzysztofa Zanussiego, Jerzego Hoffmana, Stanisława Barei, Jerzego Passendorfera, Tadeusza Chmielewskiego, Czesława Petelskiego, Romana Wionczka, Andrzeja Konica, Ignacego Gogolewskiego, Tadeusza Konwickiego. Występował również w Teatrze Telewizji (m.in. 1953 Okno w lesie w reż. Józefa Słotwińskiego – pierwsze przedstawienie po uruchomieniu Telewizji Polskiej).
Kapitan Wojska Polskiego. Miłośnik i propagator jeździectwa. Od 1968 aktywny członek Sekcji Jeździeckiej CWKS Legia Warszawa, triumfator wielu konkursów w skokach przez przeszkody, w latach 70. XX wieku drugi wicemistrz Warszawy w skokach.
Został pochowany na cmentarzu w Wilanowie.

## Filmografia
- 1950: Miasto nieujarzmione – sierżant Klimczak „Florian”
- 1955: Godziny nadziei – aktor z teatru polowego
- 1956: Nikodem Dyzma – porucznik, podwładny Waredy
- 1956: Warszawska Syrena
- 1957: Kapelusz pana Anatola – sprzedawca kapeluszy w domu handlowym
- 1958: Noc poślubna – żołnierz austriacki
- 1959: Lotna – ułan
- 1961: Ogniomistrz Kaleń – sierżant „Zawieja”, członek oddziału Żubryda
- 1963: Naganiacz – łącznik z rozkazem dla Michała
- 1967: Tortura nadziei – sekretarz trybunału
- 1969: Jak rozpętałem drugą wojnę światową – tłumacz „Uśmiechniętego Alfreda”
- 1969: Pan Wołodyjowski – posłaniec od Potockiego wręczający list Wołodyjowskiemu w Kamieńcu
- 1969: Przygody pana Michała – szlachcic spod Kamieńca
- 1971: Na przełaj
- 1972: Kopernik – sługa Łukasza Watzenrode
- 1972: Kopernik – sługa Łukasza Watzenrode (odc. 2)
- 1973: Janosik – Hajduk
- 1973: Nagrody i odznaczenia – aktor śpiewający rannym w szpitalu
- 1974 Wiosna panie sierżancie -  Kozłowski, członek komisji egzaminacyjnej.
- 1975: Kazimierz Wielki – Rycerz
- 1978: Co mi zrobisz, jak mnie złapiesz? – konferansjer prowadzący teleturniej
- 1978: Romans Teresy Hennert – major
- 1979: Na własną prośbę – Gajowiec
- 1980: Zamach stanu – minister w rządzie Witosa
- 1981: Bołdyn – Czeczot
- 1981: Miś – spiker w TV
- 1981: Najdłuższa wojna nowoczesnej Europy – żandarm poszukujący księdza Śmigielskiego (odc. 8)
- 1983: Alternatywy 4 – gość na weselu / Wiśniewski
- 1983: Kamienne tablice – urzędnik Ambasady Polski w Indiach
- 1983: Na odsiecz Wiedniowi
- 1984: Pan na Żuławach – UBek
- 1984: Rycerze i rabusie – sługa Klofasa
- 1985: Chrześniak – gość na urodzinach Purowskiego
- 1985: Kim jest ten człowiek – dyrektor Romuald, były przyjaciel Iwińskiego
- 1985: Rośliny trujące – gość na weselu Juliusza
- 1986: A żyć trzeba dalej – kelner w tawernie
- 1986: Tulipan – porucznik Szota
- 1987: Ballada o Januszku – sędzia na procesie Januszka i Arka Żurka (odc. 3)
- 1987: Cesarskie cięcie – prezes klubu piłkarskiego
- 1988: Chichot Pana Boga – pracownik drukarni
- 1988: Crimen – członek oddziału Rosińskiego (odc. 1, 3 i 4)
- 1988: Generał Berling – Alfred Lampe
- 1988: Pogranicze w ogniu – recepcjonista w gdańskim hotelu „Sopot” (odc. 5, 6)
- 1988: Rzeczpospolitej dni pierwsze
- 1989: Gorzka miłość – oficer na przyjęciu u Powiłańskich
- 1989: Gorzka miłość – oficer na przyjęciu u Powiłańskich (odc. 1)
- 1989: Kanclerz – uczestnik egzekucji Zborowskiego (odc. 3)
- 1989: Opowieść o „Dziadach” Adama Mickiewicza. Lawa – gość na balu u Senatora
- 1989: Modrzejewska (odc. 6)
- 1989: Rififi po sześćdziesiątce – dozorca w przedwojennej łaźni
- 1989: Sceny nocne – gość w salonie barona Niemana
- 1989: Żelazną ręką – przyglądający się ścięciu Samuela Zborowskiego
- 1990: W środku Europy – ojciec Bożeny
- 1991: Pogranicze w ogniu – recepcjonista w Grand Hotelu (odc. 12, 14, 15)

## Ordery i odznaczenia
- Krzyż Kawalerski Orderu Odrodzenia Polski (1970)[1]
- Medal 10-lecia Polski Ludowej (19 stycznia 1955)[2]
- Odznaka „Zasłużony Działacz Kultury”
- Odznaka „Zasłużony dla Warszawy”